# 秘境祖谷大橋
秘境祖谷大橋（ひきょういやおおはし）は、徳島県三好市の西祖谷山村善徳と西祖谷山村今久保の祖谷川に架かる徳島県道32号山城東祖谷山線善徳バイパスの橋長268 m（メートル）の桁橋である。

## 概要
2006年（平成18年）2月19日15時に開通した。付近にある観光地へのアクセスを強化する機能を有す。橋の名前は公募により決定された。

### 諸元
- 路線名 - 主要地方道山城東祖谷山線
- 形式 - 鋼4径間連続非合成箱桁橋
- 活荷重 - B活荷重
- 橋長 - 268.000 m
  - 支間割 - (62.200 m + 90.000 m + 70.000 m + 44.200 m)
- 幅員
  - 総幅員 - 9.200 m - 10.200 m
  - 有効幅員 - 8.000 m - 9.000 m
  - 車道 - 8.000 m - 9.000 m（2車線）
  - 歩道 - なし
- 平面線形 - 直線および曲率半径60 m
- 縦断勾配 - 2.2 %
- 横断勾配 - 1.5 m（直線部）、6.000 m（曲線部）
- 総鋼重 - 1135 t
- 床版 - 鉄筋コンクリート
- 施工 - 横河ブリッジ・サクラダ・アルス製作所特定建設共同企業体
- 架設工法 - 手延べ送出し工法、トラベラークレーンベント工法

## 歴史
2006年（平成18年）2月19日に善徳バイパスの一部として開通した。同時に観光拠点である「かずら橋夢舞台」も開業した。
2017年（平成29年）12月3日からは自動運転の実証実験としてかずら橋夢舞台から本橋に至るコースが選定され、実験が行われた。

## 周辺
- かずら橋
- 道の駅にしいや
- 徳島県道45号西祖谷山山城線
- 大歩危・小歩危
- 四国山地